# Gina Rippon

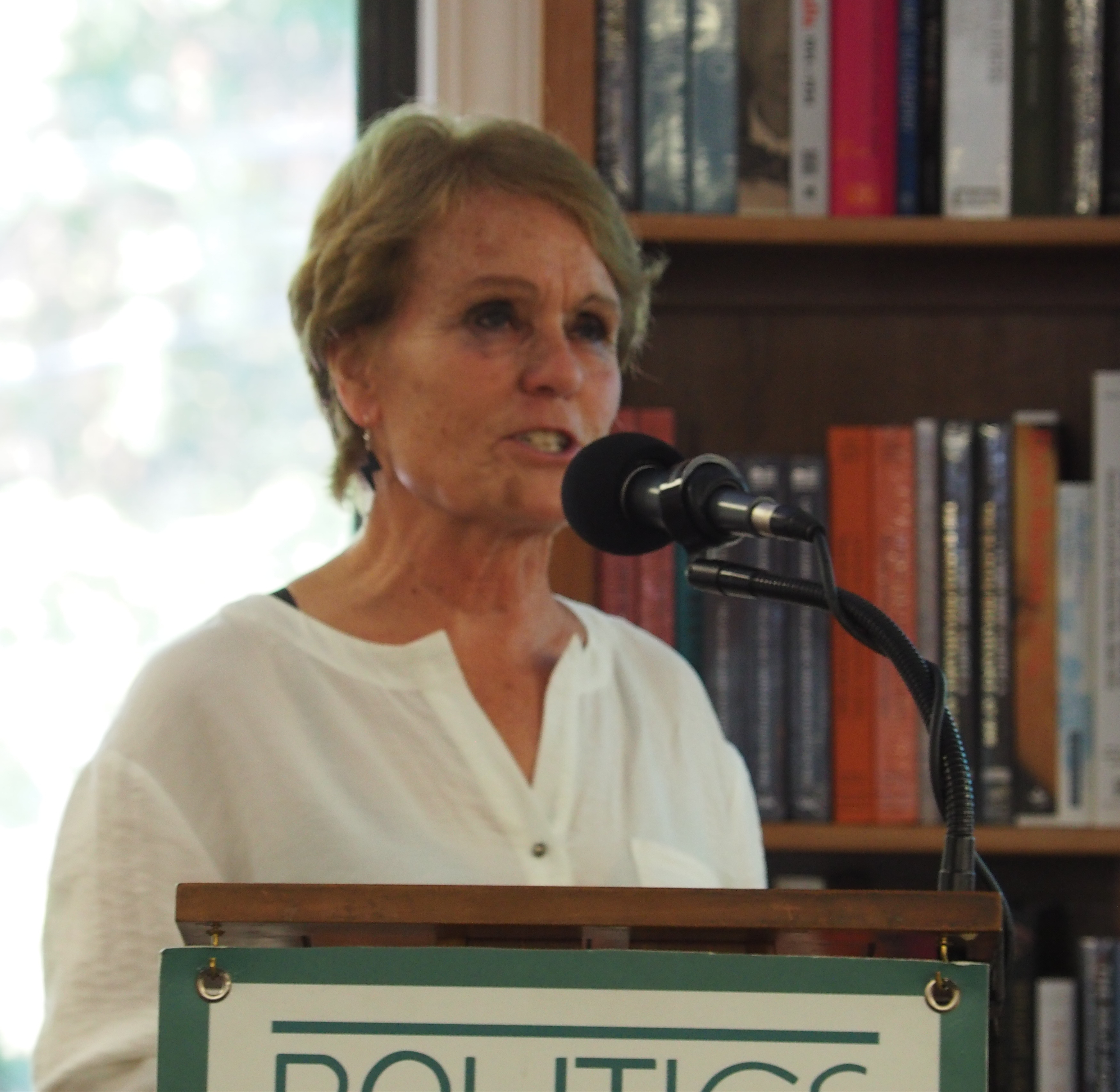
Gina Rippon

Gina Rippon, född 1950, är en brittisk neurovetare och professor vid Aston University i Birmingham.
Rippon är kritisk till vad hon ser som feltolkningar av neurovetenskapen och hur den "kapats" för olika syften. Detta har hon kallat "neurotrash", och ett framträdande exempel på detta är hur påstådda skillnader i hjärnan mellan män och kvinnor överdrivs. Bland dem hon anklagat för att föra fram neurotrash finns forskaren Simon Baron-Cohen. Rippon har ofta förekommit i brittisk media och diskuterat dessa frågor.